# Brigitte Bayer
Brigitte Bayer (* 1983 in München) ist eine deutsche Sängerin (Sopran) und Stimmbildnerin.

## Leben
Die musikalische Ausbildung von Brigitte Bayer begann mit Klavierunterricht und musikalischer Früherziehung schon in ihrer Kindheit. Mit sechs Jahren sang sie bereits im Kinderchor der Bayerischen Staatsoper München, welchem sie sieben Jahre lang angehörte. Während ihrer Gymnasialzeit am Pestalozzi-Gymnasium München wurde sie in die Bayerische Singakademie aufgenommen und erhielt im Rahmen der Begabtenförderung des Freistaates Bayern im Alter von siebzehn Jahren den ersten Gesangsunterricht.
Sie begann 2003 nach dem Abitur ihr Studium an der Hochschule für Musik und Theater München, das sie 2008 mit dem Diplom abschloss und in der Meisterklasse bei Daphne Evangelatos fortsetzte. Bereits während ihres Studiums war Bayer in Produktionen der Bayerischen Theaterakademie zu hören, wie etwa in der Partie der Pepi Pleininger in „Wiener Blut“ unter der Leitung von Siegfried Mauser und in der Regie von Renate Ackermann.
In der Saison 2006/07 gastierte sie als Sandmännchen/Taumännchen in „Hänsel und Gretel“ und als Papagena in „Die Zauberflöte“ am Staatstheater am Gärtnerplatz und erhielt den Dieter-Ulrich-Musikförderpreis des Werbe-Spiegels. An diesem Theater war sie auch in der nächsten Saison als Mitglied des Studios „Akademie Musiktheater“ tätig.
Brigitte Bayer widmet sich neben der Oper auch dem Lied- und Oratorienfach und ist als Stimmbildnerin tätig.

## Repertoire (Auswahl)

### Oper
- Adele in „Die Fledermaus“ von Johann Strauss
- Ännchen in „Der Freischütz“ von Carl Maria von Weber

### Geistliche Musik
- „Weihnachtsoratorium“ von Johann Sebastian Bach
- „Messiah“ von Georg Friedrich Händel
- „Petite Messe solennelle“ von Gioachino Rossini
- „Theresienmesse“ von Joseph Haydn (Hob. XXII:12)
- „Elias“ von Felix Mendelssohn Bartholdy (MWV A 25)

## Diskografie
- Landmädchen in „Die beiden Neffen oder der Onkel aus Boston“ von Felix Mendelssohn Bartholdy auf Hänssler Classic in Co-Produktion mit WDR3, 2004/2005; 2 CDs[2]